# Nemesia athiasi
Nemesia athiasi är en spindelart som beskrevs av Franganillo 1920. Nemesia athiasi ingår i släktet Nemesia och familjen Nemesiidae.
Artens utbredningsområde är Portugal. Inga underarter finns listade i Catalogue of Life.